# Muppet

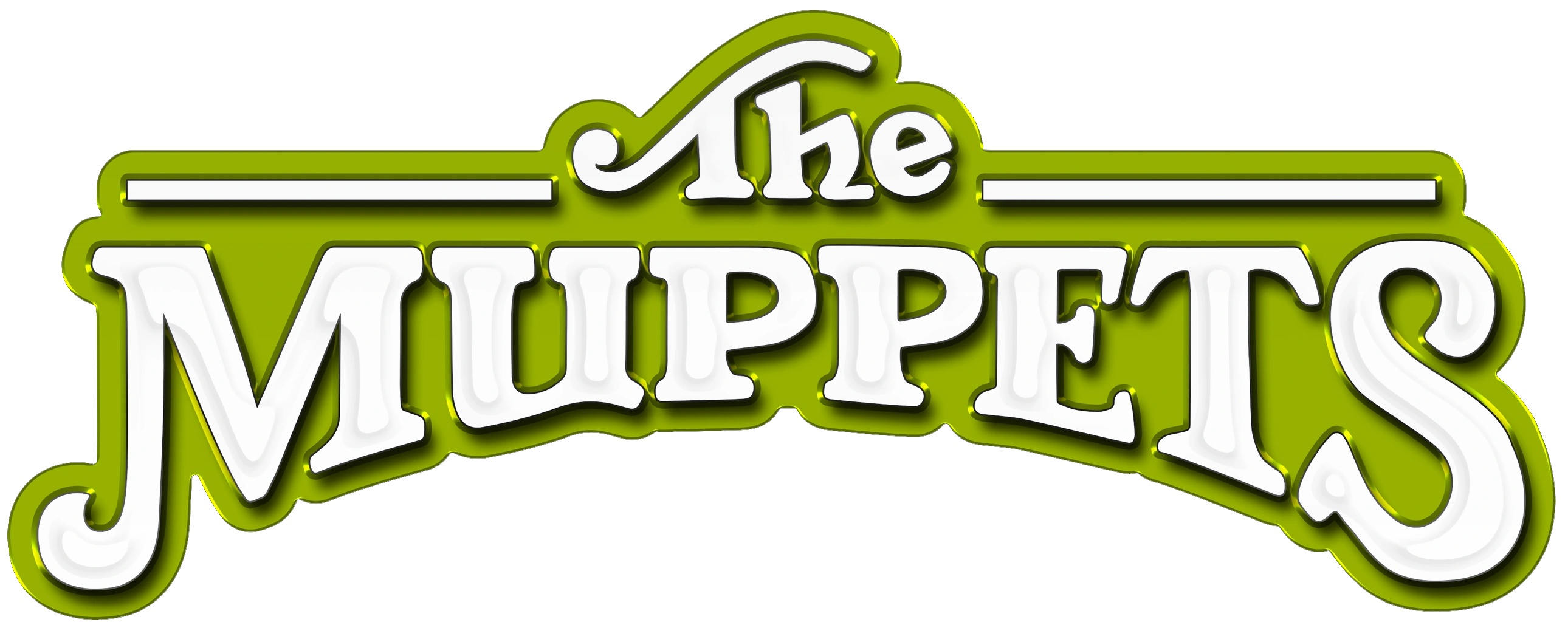
Logo in uso dal 2022

I Muppet (The Muppets) sono un gruppo di personaggi in forma di pupazzi ideati da Jim Henson nel 1954–55 e protagonisti di due celebri trasmissioni televisive prodotte negli Stati Uniti d'America e trasmesse in gran parte del mondo: il Muppet Show (mandato in onda prima nel Regno Unito e solo più tardi nel Nord America) e Sesamo apriti.
Dopo la morte di Jim Henson, avvenuta nel 1990, le produzioni della Jim Henson Productions passarono nelle mani del figlio Brian. Henson dichiarò che la parola "Muppet" deriva dalla combinazione dei termini marionette (marionetta) e puppet (pupazzo).

## Caratterizzazione dei personaggi
Il gruppo di personaggi è realizzato con materiali morbidi e si distingue dai pupazzi dei ventriloqui in quanto muovono la testa e la bocca o le braccia mentre spesso l'intero corpo dei primi è mobile ed espressivo; inoltre, il burattinaio o i burattinai che muovono i Muppet sono nascosti.
La forma tipica è caratterizzata da una grande bocca e da grandi occhi sporgenti. Di solito hanno uno scheletro di polyfoam ricoperto di tessuto, e capelli o pelliccia di nylon, filo di cotone, o piume artificiali. I primi esempi avevano occhi fatti con palline da ping pong (come nel caso della celebre rana Kermit) o galleggianti da pesca, successivamente con sfere di vetro o plastica. Possono rappresentare esseri umani, animali antropomorfi, animali realistici, robot, oggetti antropomorfi o creature mitologiche, extraterrestri o semplicemente creature immaginarie.

## Storia
Vennero creati nel 1955 esordendo nel programma televisivo Sam and Friends. Lo spettacolo terminò nel 1961. Durante e dopo Sam and Friends altri personaggi (in particolare Kermit la Rana e Rowlf), apparirono in diversi spettacoli di varietà, talk show e molti spot pubblicitari. Dopo il debutto di Sesame Street nel 1969 (dove Henson ha disegnato la maggior parte dei personaggi come Ernie, Bert, Oscar the Grouch, Big Bird e le prime versioni di Grover e Cookie Monster), Henson ha deciso di realizzare un programma che sarebbe stato rivolto a un pubblico sia di adulti sia di bambini. Nel 1976 debutta il Muppet Show, una parodia del varietà con l'introduzione di nuovi personaggi come Miss Piggy, Fozzie, Gonzo e Animal, oltre ad altri personaggi già noti come Kermit la Rana e Rowlf. Il successo del programma ha portato alla produzione di tre film basati sullo show: Ecco il film dei Muppet (1979), Giallo in casa Muppet (1981) e I Muppet alla conquista di Broadway (1984). 
Dopo il Muppet Show, Jim Henson realizzò The Dark Crystal, Labyrinth e Fraggle Rock.
Verso la fine degli anni ottanta Henson è entrato in trattative con la The Walt Disney Company, che avrebbe dovuto acquistare le produzioni di Jim Henson e, di conseguenza, i Muppet. Tuttavia, a causa della sua morte nel 1990, non se ne fece nulla ma, sempre interessata ai Muppet, la Disney co-produsse alcuni film come Festa in casa Muppet e I Muppet nell'isola del tesoro e il programma televisivo Muppets Tonight. Nel 2004 la Disney acquistò i diritti e i marchi dei Muppet, tra cui il Muppet Show (e i vari spin-off) con i suoi personaggi, e Bear nella grande casa blu. Le eccezioni includono i personaggi creati appositamente per Sesame Street (come erano stati precedentemente venduti a Sesame Workshop), i personaggi di Fraggle Rock e tutte le produzioni rimanenti realizzate da Henson (che sono ancora di proprietà della Jim Henson Company).
La Disney realizzò una graduale reintroduzione dei personaggi a partire dal 2008: per raggiungere un pubblico più ampio iniziò a produrre e diffondere cortometraggi comici su YouTube con il nome di Muppet Studio. Dopo il video virale Muppets: Bohemian Rhapsody, che ha raggiunto quasi 50 milioni di visualizzazioni nel 2015 e vinto due Webby Awards, i video sono stati pubblicati sul sito ufficiale; vi è anche una mini-serie web chiamata The Muppet Kitchen with Cat Cora. Nel 2015 venne realizzata una nuova serie televisiva con protagonisti i Muppet, I Muppet.

## Movimento
Il burattinaio tipicamente tiene il pupazzo dalla testa o da davanti al corpo, e ne muove braccia e mani con una barra a forma di Y. Tuttavia, il gruppo di Henson ha inventato anche numerosi altri meccanismi per il loro controllo: ad esempio, alcuni non sono pupazzi bensì costumi con dentro il burattinaio, il quale usa una mano per muovere la bocca e l'altra per gesticolare o impugnare oggetti. Alcuni pupazzi sono controllati da un gruppo di burattinai: in questi casi, la voce è solitamente data dal burattinaio che controlla la bocca. Le produzioni più recenti usano anche meccanismi di controllo più tecnologici (motori radiocomandati e grafica computerizzata). L'uso combinato di queste tecniche ha consentito di girare scene in cui i personaggi vanno in bicicletta, remano in barca su un lago o ballano sul palcoscenico anche ripresi a figura intera.

## Filmografia

### Film
Film di Jim Henson:
- Ecco il film dei Muppet (The Muppet Movie) (1979)
- Giallo in casa Muppet (The Great Muppet Caper) (1981)
- I Muppet alla conquista di Broadway (The Muppets Take Manhattan) (1984)
- A Muppets Family Christmas (1987)

Film di Brian Henson:
- Festa in casa Muppet (The Muppet Christmas Carol) (1992)
- I Muppet nell'isola del tesoro (Muppet Treasure Island) (1996)

Film di James Bobin:
- I Muppet (The Muppets), regia di James Bobin (2011)
- Muppets 2 - Ricercati (Muppets Most Wanted), regia di James Bobin (2014)
- Muppets 3, regia di James Bobin (2025)

Film di Tim Hill
- I Muppets venuti dallo spazio (Muppets From Space) (1999)

Film di Kirk R. Thatcher
- Natale con i Muppet  (It's a Very Merry Muppet Christmas Movie) (2002) – film TV
- I Muppet e il mago di Oz (The Muppets' Wizard of Oz) (2005) – film TV
- A Muppets Christmas: Letters To Santa (2008) - mediometraggio
- Muppets Haunted Mansion - La casa stregata (2021) - mediometraggio

Film di Sesame Street
- Follow that Bird (1985)
- Le avventure di Elmo in Brontolandia (1999)

### Programmi televisivi
- Sam and Friends (1955-1961)
- Sesamo apriti (Sesame Street) (1969-1990)
- Muppet Show (1976-1981)
- Fraggle Rock (1983-1987)
- Muppet Babies (1984-1990)
- The Ghost of Faffner Hall (1989)
- The Jim Henson Hour (1989)
- Dog City (1992-1995)
- Muppets Tonight (1996-1998)
- CityKids (1993-1994)
- Animal Show (1994-1997)
- Bear nella grande casa blu (1997-2006)
- Mopatop's Shop (1999-2003)
- The Hoobs (2001)
- Animal Jam (2003)
- I Muppet (The Muppets) (2015-2016)
- Muppet Babies (2018-2021)
- Ecco i Muppet (2020)
- The Muppets Mayhem Band (2023)

### Speciali televisivi
- Tales of Tinkerdee (1962)
- Hei, Cenerentola! (1969)
- Il 30 settembre 1969, durante una puntata dell'Ed Sullivan Show, è stato per la prima volta proposto uno sketch musicale nonsense divenuto molto famoso: un muppet chiamato Mahna Mahna, accompagnato da altri due personaggi ("The Snowths", animati entrambi da Frank Oz), interpretava il brano Mah-nà mah-nà.
- The Muppets on Puppets (1970)
- The Great Santa Claus Switch (1971)
- Il principe ranocchio (1971)
- The Muppet Musicians of Bremen (1972)
- The Muppets Valentine Show (1974)
- The Muppet Show: Sex and Violence (1975)
- Emmet Otter's Jug-Band Christmas (1977)
- Christmas Eve on Sesame Street (1978)
- A Special Sesame Street Christmas (1978)
- The Muppets Go Hollywood (1979)
- John Denver and the Muppets: A Christmas Together (1979)
- The Muppets Go to the Movies (1981)
- Of Muppets and Men (1981)
- The Fantastic Miss Piggy Show (1982)
- Rocky Mountain Holiday with John Denver and the Muppets (1983)
- The Muppets: A Celebration of 30 Years (1986)
- The Christmas Toy (1986)
- The Tale of the Bunny Picnic (1986)
- The Muppets: A Celebration of 30 Years (1986)
- A Muppet Family Christmas (1987)
- The Song of the Cloud Forest (1989)
- The Muppets at Walt Disney World (1990)
- Disneyland's 35th Anniversary (1990)
- The Muppets Celebrate Jim Henson (1990)
- I Muppet fecero una comparsa in un episodio de i Robinson, La miccia salsiccia (1990)
- Mr. Willowby's Christmas Tree (1995)
- Elmo Saves Christmas (1996)
- Elmo's Christmas Countdown (2007)
- Studio DC: Almost Live (2008)
- A Muppet Christmas: Letters to Santa (2008)
- I Muppet sono stati guest host della WWE durante la puntata di WWE Raw Supershow del 31 ottobre 2011
- Lady Gaga & the Muppets' Holiday Spectacular (2013)

### Videogiochi
Elenco, probabilmente incompleto, dei numerosi videogiochi basati con licenza sui Muppet, spesso di genere educativo per bambini.
- Pigs in Space starring Miss Piggy (1983) per Atari 2600
- Miss Piggy's Wedding (1983) per Atari 2600, non pubblicato, esiste il prototipo
- Welcome Aboard (1984) per Apple II, Commodore 64
- The Great Gonzo in WordRider (1984) per Apple II, Commodore 64, serie Muppet Institute of Technology
- Kermit's Electronic StoryMaker (1984) per Apple II, Commodore 64, serie Muppet Institute of Technology
- Muppet Learning Keys (1984) tastiera educativa per Apple II, Commodore 64, con software aggiuntivi opzionali: Muppetville, Muppet Slate, Muppet Word Book
- Muppetville (1986) per Apple II
- Muppets on Stage (1987) per Apple II, Commodore 64
- Muppet Madness (1988) per View-Master Interactive Vision
- Muppets Studios Presents: You're the Director (1988) per View-Master Interactive Vision
- Muppet Adventure: Chaos at the Carnival (1989) per Apple II, Commodore 64, DOS, NES
- Muppets Print Kit (1989) per Commodore 64, MS-DOS
- Street Surfin' (1990) gioco elettronico portatile Tiger Electronics
- Coach Kermit (1994) gioco elettronico portatile Tiger Electronics
- The Muppet Calendar (1995) per Mac, Windows
- Muppet Treasure Island (1996) per Mac, Windows
- The Muppet CD-ROM: Muppets Inside (1996) per Windows
- The Muppets on the Go! (1996) per Sega Pico
- Muppet Kids: Beginning Sounds: Phonics, Letters: Capital & Small, Same & Different, Sorting & Ordering, Sound Patterns: Phonics, Thinking Skills (1997) per Mac, Windows
- Jim Henson's Muppets (1999) per Game Boy Color
- Scooter's Hidden Talent, What's New at the Zoo?, What Do You Want to Be When You Grow Up? (1999) per il sistema di gioco educativo su VHS Video Buddy
- Muppet Monster Adventure (2000) per PlayStation
- Muppet RaceMania (2000) per PlayStation
- Muppet Pinball Mayhem (2002) per Game Boy Advance
- Spy Muppets: License to Croak (2003) per Game Boy Advance, Windows
- Muppets Party Cruise (2003) per GameCube, PlayStation 2
- The Muppets: On with the Show (2003) per Game Boy Advance
- Muppet Babies (2004-2007) serie educativa per Windows: Air, Land, & Sea, Animals in Nature, Preschool Playtime, Shapes and Colors, Thinking and Sorting, Toyland Train
- Muppets Puzzle Party (2006) per cellulari
- Apprends l'alphabet avec Kermit, Apprends les sons avec Miss Piggy, Calcule et mesure avec Fozzie, Raisonne avec Gonzo, Reconnais les sons avec Gonzo & Kermit, Trie et classe avec Kermit & Fozzie (2006) per Windows
- Animal Drummer (2009) per iOS
- Tap Tap Muppets (2011) per iOS
- Apollo 69 di Miniclip ha avuto un livello Muppet (2011)
- The Muppets (2012) espansione per LittleBigPlanet 2
- Espansione Muppet per Disney Universe (2012) per Windows, PlayStation 3, Wii, Xbox 360
- My Muppets Show (2013) per iOS
- Apparizioni in Disney Infinity (2013)
- The Muppets Movie Adventures (2014) per PS Vita
- Club Penguin ha avuto una fase Muppet (2014)
- Disney Emoji Blitz (2016) per cellulari